# Festival Internacional de Cine de Mar del Plata 2019
La 34 edición del Festival Internacional de Cine de Mar del Plata se celebró del 9 al 18 de noviembre de 2019 en Mar del Plata.

## Jurados

### Jurado de la Sección Oficial
- Maialen Beloki Berasategui
- Nicole Brenez
- Fernando E. Juan Lima
- Birgit Kohler
- Lee Ranaldo

## Sección Oficial

### Competencia internacional
(12 películas a concurso)
| Título                                     | Director               | País              |
| ------------------------------------------ | ---------------------- | ----------------- |
| A Vida Invisível de Eurídice Gusmão        | Karim Aïnouz           | Brasil            |
| Black Magic for White Boys                 | Onur Tukel             | Estados Unidos    |
| El cuidado de los otros                    | Mariano González       | Argentina Uruguay |
| I Was at Home, but (Ich war zuhause, aber) | Angela Schanelec       | Alemania Serbia   |
| La virgen de agosto                        | Jonás Trueba           | España            |
| Les Enfants d'Isadora                      | Damien Manivel         | Francia           |
| Los sonámbulos                             | Paula Hernández        | Argentina Uruguay |
| O que arde                                 | Óliver Laxe            | España            |
| Planta permanente                          | Ezequiel Radusky       | Argentina Uruguay |
| Scattered Night                            | Kim Sol y Lee Jihyoung | Corea del Sur     |
| South Mountain                             | Hilary Brougher        | Estados Unidos    |
| Vitalina Varela                            | Pedro Costa            | Portugal          |

| Premio                      | Premiado                      | Película                            | País              |
| --------------------------- | ----------------------------- | ----------------------------------- | ----------------- |
| Mejor película              | Óliver Laxe                   | O que arde                          | España            |
| Mejor director (compartido) | Pedro Costa                   | Vitalina Varela                     | Portugal          |
| Mejor director (compartido) | Angela Schanelec              | I was at home, but                  | Alemania Serbia   |
| Mejor actriz                | Liliana Juárez                | Planta permanente                   | Argentina Uruguay |
| Mejor actor                 | Ventura                       | Vitalina Varela                     | Portugal          |
| Mejor guion                 | Óliver Laxe y Santiago Fillol | O que arde                          | España            |
| Trayectoria                 | Luciano Monteagudo            |                                     | Argentina         |
| Premio del público          | Karim Aïnouz                  | A Vida Invisível de Eurídice Gusmão | Brasil            |

| Premio                      | Premiado               | Película                           | País                     |
| --------------------------- | ---------------------- | ---------------------------------- | ------------------------ |
| Mejor película (compartido) | Maya Da-Rin            | A febre                            | Brasil Francia Alemania  |
| Mejor película (compartido) | Ignacio Agüero         | Nunca subí al Provincia            | Chile                    |
| Mención del jurado)         | José Luis Torres Leiva | Vendrá la muerte y tendrá tus ojos | Argentina Chile Alemania |
| Mejor cortometraje)         | Juliana Antunes        | Plano controle                     | Brasil                   |

| Premio                                      | Premiado                          | Película                            |
| ------------------------------------------- | --------------------------------- | ----------------------------------- |
| Mejor película                              | Delfina Castagnino                | Angélica                            |
| Mención especial del jurado                 | Maura Delpero                     | Hogar                               |
| Mejor cortometraje                          | Agustina Comedi                   | Playback. Ensayo de una despedida   |
| Premio Martínez Suárez a la Mejor Dirección | Laura Citarella y Mercedes Halfon | Las poetas visitan a Juana Bignozzi |

| Premio                                      | Premiado                        | Película              | País            |
| ------------------------------------------- | ------------------------------- | --------------------- | --------------- |
| Premio INCAA                                | Joana Pimenta y Adirley Queirós | Mato seco em chamas   | Brasil Portugal |
| Premio Cinecolor, Cono del silencio y RECAM | Lorena Best                     | Una película elegante | Perú            |

| Premio           | Premiado                    | Película          | País   |
| ---------------- | --------------------------- | ----------------- | ------ |
| Mejor película   | Maya Kosa y Sergio Da Costa | L’île aux Oiseaux | Suiza  |
| Mención especial | Eloy Enciso                 | Longa noite       | España |

| Premio           | Premiado          | Película    | País      |
| ---------------- | ----------------- | ----------- | --------- |
| Mejor película   | Federico Rotstein | Satori Sur  | Argentina |
| Mención de Honor | Gustavo Mosquera  | Radio Olmos | Argentina |

| Premio                                            | Premiado                       | Película                          | País                    |
| ------------------------------------------------- | ------------------------------ | --------------------------------- | ----------------------- |
| Crítica joven: Mejor Ópera Prima Internacional    | Maya Da-Rin                    | A febre                           | Alemania Brasil Francia |
| Mención especial del jurado de Crítica joven      | Jo Serfaty                     | Um filme de verão                 | Brasil                  |
| Premio Cine.ar Mejor cortometraje argentino       | Agustina Comedi                | Playback. Ensayo de una despedida | Argentina               |
| Premio Cine.ar Mejor cortometraje latinoamericano | Ivo Aichenbaum y Jhon Martínez | La última marcha                  | Argentina Colombia      |

| Otorgantes                                                      | Premio                                                                                          | Premiado                    | Película                                   | País                 |
| --------------------------------------------------------------- | ----------------------------------------------------------------------------------------------- | --------------------------- | ------------------------------------------ | -------------------- |
| AADA - Asociación Argentina de Directores de Arte Audiovisuales | Mejor Dirección de Arte de Película Argentina de todas las competencias                         | Ezequiel Radusky            | Planta permanente                          | Argentina Uruguay    |
| ADF - Autores de Fotografía Cinematográfica Argentina           | Mejor Dirección de Fotografía de la Competencia Internacional                                   | Leonardo Simões             | Vitalina Varela                            | Portugal             |
| ACCA - Asociación de Cronistas Cinematográficos de Argentina    | Mejor Película de la Competencia Internacional                                                  | Óliver Laxe                 | O que arde                                 | España               |
| ACCA - Asociación de Cronistas Cinematográficos de Argentina    | Mención especial                                                                                | Ezequiel Radusky            | Planta permanente                          | Uruguay Argentina    |
| ARGENTORES - Sociedad General de Autores de la Argentina        | Mejor Guion de Película Argentina de todas las competencias                                     | Sabrina Blanco              | La botera                                  | Argentina            |
| DAC - Directores Argentinos Cinematográficos                    | Mejor Director/a Argentino/a de todas las Competencias                                          | Ana María Blaya             | Las buenas intenciones                     | Argentina            |
| FEISAL - Federación de Escuelas de Cine de América Latina       | Mejor Película realizada por Director/a Latinoamericano/a de hasta 35 años                      | Carlos Piñeiro              | Sirena                                     | Bolivia España Chile |
| FEISAL - Federación de Escuelas de Cine de América Latina       | Mención especial                                                                                | Sabrina Blanco              | La botera                                  | Argentina            |
| FIPRESCI - Federación Internacional de Prensa Cinematográfica   | Mejor Película de todas las competencias                                                        | Maura Delpero               | Hogar                                      | Argentina            |
| FNA - Fondo Nacional de las Artes                               | Mejor Cortometraje Argentino                                                                    | Agustina Comedi             | Play Back. Ensayo de una despedida         | Argentina            |
| Premio AATI                                                     | Mejor Cortometraje de la Competencia Argentina                                                  | Nicanor Loreti              | Pinbal                                     | Argentina            |
| Premio SIGNIS                                                   | Mejor Película de la Competencia Internacional                                                  | Óliver Laxe                 | O que arde                                 | España               |
| Premio SIGNIS                                                   | Mención especial en la Competencia Internacional                                                | Ezequiel Radusky            | Planta permanente                          | Argentina            |
| Premio La Haye Post                                             | Mejor Película de la Sección Panorama Argentino                                                 | Rodrigo Guerrero            | Venezia                                    | Argentina            |
| Premio SICA                                                     | Mejor Realización Técnica y Tratamiento de Temáticas Sociales de la Competencia Latinoamericana | Joanna Reposi Garibaldi     | Lemebel                                    | Chile Colombia       |
| Premio SAE                                                      | Mejor Edición de Película Argentina de todas las competencias                                   | Alejo Moguillansky          | Por el dinero                              | Argentina            |
| Premio SAE                                                      | Mención Especial Mejor Edición de Película Argentina de todas las competencias                  | Paula Hernández             | Los sonámbulos                             | Argentina            |
| Premio SADAIC                                                   | Mejor Música de Película Argentina de todas las competencias                                    | Leonardo Martinelli         | Los que vuelven                            | Argentina            |
| Premio RECAMA                                                   | Primer Premio a la Mejor Película del MERCOSUR                                                  | Laura Casabé                | Los que vuelven                            | Argentina            |
| Premio RECAMA                                                   | Segundo Premio a la Mejor Película del MERCOSUR                                                 | Ezequiel Radusky            | Planta permanente                          | Argentina Uruguay    |
| Premio RECAMA                                                   | Mención Especial Mejor Película del MERCOSUR                                                    | Ana María Blaya             | Las buenas intenciones                     | Argentina Uruguay    |
| Premio SAGAI                                                    | Mejor Actor Argentino de todas las competencias                                                 | Esteban Menis               | De la noche a la mañana                    | Argentina            |
| PREMIO SAGAL                                                    | Mejor Actriz Argentina de todas las competencias                                                | Nicole Rivadero             | La botera                                  | Argentina            |
| Premio Greenpeace                                               |                                                                                                 | Maya Kosa y Sergio Da Costa | L’île aux oiseaux                          | Suiza                |
| Premio PCI a la Innovación Artística                            | Mejor Ópera Prima                                                                               | Ana María Blaya             | Las buenas intenciones y Planta permanente |                      |
| Premio Fundación Tabernero                                      | Mejor Dirección de Fotografía de un Largometraje Argentino de todas las Competencias            | Leonardo Martinelli         | Los que vuelven                            | Argentina            |

| Predecesor: Festival Internacional de Cine de Mar del Plata 2018 | Festival Internacional de Cine de Mar del Plata 2019 | Sucesor: Festival Internacional de Cine de Mar del Plata 2020 |